# Muslimske verden
Begrebet den muslimske verden har to betydninger.
I kulturel sammenhæng bliver begrebet brugt om alle mennesker, som tilhører den verdensomspændende fællesskab af de, som tilhører religionen islam. Dette fællesskab, hvor medlemmerne er kendt som muslimer, består af omtrent 1,4–1,6 milliarder mennesker. Dette fællesskab består ikke af bestemte folkeslag, men er spredt ud blandt alle folkeslag; verdens muslimer er kun knyttet sammen ved tilslutningen til en fælles religion.
I geografisk og politisk sammenhæng (specielt i historisk sammenhæng) bruges begrebet muslimske verden og islamske verden som referencer til geografiske og politiske enheder, som er domineret af islam. I denne sammenhæng refererer begrebet hovedsageligt til den islamske betydning Dar al-Islam.
Diaspora af muslimer er også kendt som ummah. Islamsk tro viser enhed og forsvar for alle medtroende, så det ville være at forvente, at alle muslimske land skulle samarbejde; men nationalistiske strømninger har haft en tendens til at splitte snarere end at forene muslimske lande, specielt i den anden halvdel af det 20. århundrede.

## Eksterne links
- Dinar Standard – Cover Muslim World Economics
- The Islamic World to 1600 Arkiveret 15. april 2004 hos  Wayback Machine et online-læreprogram ved University of Calgary (Canada).
- MSNBC report citerer Wesley Clark om at US planlagde at invadere Irak, så Syrien, Libanon, Libyen, Iran, Somalia og Sudan – også med hans egne syn på Egypten, Pakistan og Saudi-Arabien
- Al-Jazeera report Arkiveret 14. februar 2008 hos  Wayback Machine som siger det samme